# Zisterzienserinnenabtei Jüterbog

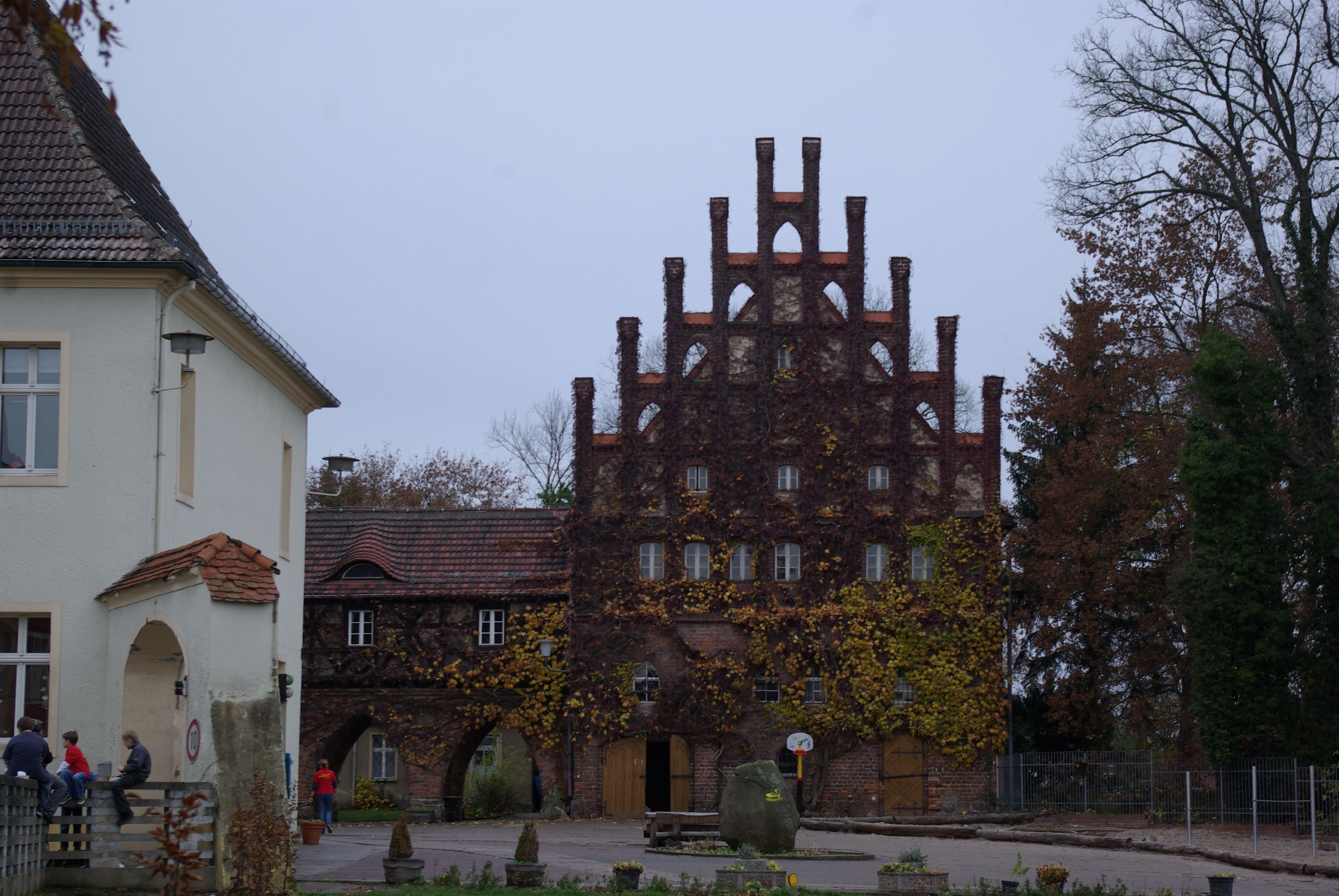
Ostseite des Nordflügels des Klosters, der einzige noch stehende Teil

Die Zisterzienserinnenabtei Jüterbog war von 1282 bis 1557 ein Kloster der Zisterzienserinnen in Jüterbog in Brandenburg.

## Lage
Das Kloster befand sich in der Dammvorstadt westlich der mittelalterlichen Stadt Jüterbog bei der Liebfrauenkirche. An baulichen Resten ist außer der Liebfrauenkirche der nördliche Klausurflügel (als Teil von Verwaltungsgebäuden) übrig.

## Geschichte
Das Kloster wurde 1282 mit 13 Nonnen aus dem Lorenzkloster in Magdeburg gegründet, mit Fürsprache des Erzbischofs und einiger seiner Ministerialen an die Stadt. Es wurde mit einigem Grundbesitz ausgestattet. Die Erzbischöfe von Magdeburg als Landesherren, die Bischöfe von Brandenburg als geistliche Zuständige und Bürger von Jüterbog und Umgebung bedachten das Kloster mit zahlreichen Stiftungen.
Seit dem frühen 16. Jahrhundert verschlechterte sich die wirtschaftliche Situation und das Ansehen in der Stadt, verstärkt mit der Verbreitung lutherischer Ideen nach 1517. Der Konvent blieb bis etwa 1540 katholisch und bestand danach wahrscheinlich im evangelischen Bekenntnis weiter. 1563 lebten noch drei Schwestern dort, 1569 war die letzte verstorben. Danach gingen die Anlage und der zugehörige Besitz an das Erzstift Magdeburg über.

## Strukturen
Das Kloster gehörte keinem Ordensverband an. Es wurde abwechselnd als Zisterzienserinnen- oder Benediktinerinnenkloster bezeichnet, es sind aber keinerlei Beziehungen zu einem dieser Orden erkennbar. Das Kloster wurde zeitweise als Heilig-Kreuz-Kloster, dann als Laurentiuskloster und im 16. Jahrhundert als Liebfrauenkloster bezeichnet.
Dem Kloster stand eine Äbtissin vor, daneben gab es einen Prior und zeitweise eine Subpriorin. Die Größe des Konvents ist nach der Gründung unbekannt. Die Nonnen kamen aus adligen und bürgerlichen Familien der Stadt und der Umgebung.

## Wirtschaft
Das Kloster verfügte über Landbesitz in zahlreichen Dörfern der Umgebung, über größere Wald- und Wiesenflächen. Aus deren Nutzung und Verpachtung ergaben sich ein großer Teil der Einnahmen. Daneben gab es Stiftungen von Bürgern und Bischöfen. Das Kloster besaß das Patronatsrecht über die Stadtkirchen und einige Dorfkirchen der Umgebung.